# 玉名市立伊倉小学校
玉名市立伊倉小学校（たまなしりつ いくらしょうがっこう）は、熊本県玉名市宮原にある公立小学校。

## 沿革
- 1873年（明治6年） - 私学菊新舎創立。
- 1876年（明治9年）から1877年（明治10年） - 片諏訪校、伊倉南校創立。
- 1878年（明治11年） - 片諏訪校と伊倉南校が合併し伊倉小学校創立
- 1887年（明治20年） - 伊倉尋常小学校に改称
- 1899年（明治32年） - 伊倉町立合立尋常小学校となる。玉名南尋常高等小学校設置
- 1907年（明治40年） - 玉名南尋常高等小学校廃止
- 1908年（明治41年） - 伊倉尋常高等小学校に改称
- 1941年（昭和16年） - 伊倉国民学校に改称
- 1947年（昭和22年） - 伊倉町立伊倉小学校に改称
- 1954年（昭和29年） - 玉名市立伊倉小学校に改称

## 学校周辺
- 熊本県道167号肥後伊倉停車場線